# Shalës
Shalës är en kommundel och tidigare kommun i Albanien.   Den ligger i prefekturen Elbasan prefektur, i den centrala delen av landet, 40 km söder om huvudstaden Tirana.
Trakten runt Shalës består till största delen av jordbruksmark.  Runt Komuna e Shalësit är det ganska tätbefolkat, med 192 invånare per kvadratkilometer.